# Parc national de Sutjeska

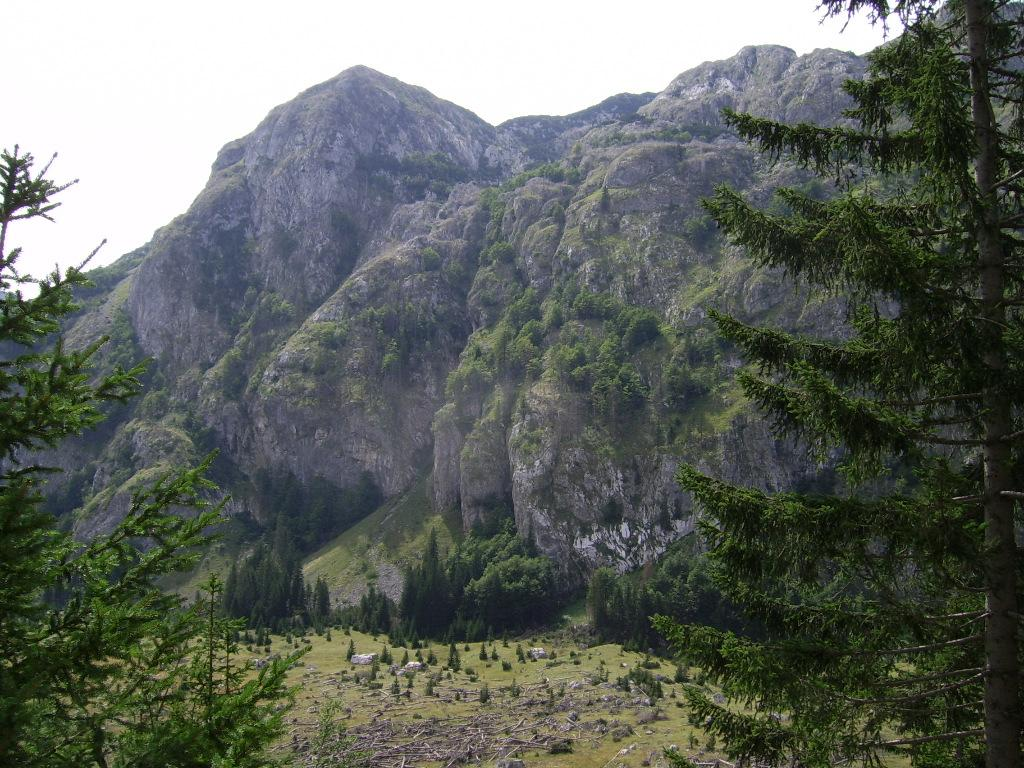
Les montagnes dans le parc national.

Le parc national de Sutjeska, qui couvre une superficie d'environ 172 km2, a été fondé en 1962 et est le plus ancien parc national de Bosnie-Herzégovine. Il comprend le plus haut sommet du pays, le mont Maglić (2 386 mètres), à la frontière avec le Monténégro.

## Description
La rivière Sutjeska a formé une vallée profonde dans le parc. Cette vallée sépare le mont Zelengora (2 029 m) des monts Maglić (2 386 m), Volujak (2 294 m) et Bioč (2 397 m). Le mont Maglić est le point culminant de la Bosnie-Herzégovine et est localisé non loin de la frontière avec le Monténégro. Le parc abrite également la chute de Skakavac qui est haute de 75 mètres. Les rivières Piva et Drina sont les plus grandes rivières du parc et forment sa frontière nord-ouest.
Un plan d’expansion visant à augmenter les limites du parc pour couvrir une superficie supplémentaire de 8 331 hectares, y compris une zone de 3 500 hectares vers le canyon de la rivière Tara, est à l’étude. Grâce à cette expansion, le parc national de Sutjeska deviendra la plus grande zone protégée non seulement de la république serbe de Bosnie, mais aussi de l’ensemble du pays.

## Histoire
La zone a été le théâtre d'une victoire importante des Partisans yougoslaves contre l'occupant nazi et ses alliés lors de la bataille de la Sutjeska durant la Seconde Guerre mondiale. Plusieurs monuments commémoratifs rappellent cet évènement.

## Faune et flore
La végétation du parc se compose de forêts épaisses (66 %), d’alpages, de prairies et de sols rocheux au-dessus des forêts.
Le parc abrite une des dernières forêts primaires d'Europe. Cette forêt porte le nom de Perućica. Les arbres de la forêt vierge de Perućica n’ont jamais été exploités et certains d’entre eux ont jusqu’à 300 ans. La forêt est composée de hêtres atteignant 60 mètres de haut et aussi l'espèce endémique du Pin noir.
La population animale est diverse. Des ours, des chamois, des sangliers, des loups, des martres des pins, des chats sauvages, des renards et des chèvres sauvages ont été aperçus dans le parc, en particulier dans les forêts de Perućica. Le parc compte plus de 300 espèces d’oiseaux. La gestion du chamois des Balkans (Rupicapra rupicapra balcanica), originaire d’Europe et des Carpates, a été effectuée avec des espèces disponibles dans le parc. Entre 1963 et 1987, 256 chamois ont été introduits avec succès dans 13 autres régions de Bosnie-Herzégovine et de Croatie.
Parmi les oiseaux signalés dans les forêts de Perućica, on trouve notamment l’aigle royal, la gélinotte, le faucon pèlerin, le merle noir et la perdrix bartavelle.

## Tourisme
Le parc est apprécié pour ses possibilités d'escalades et de randonnées. Le mont Zelengora dispose ainsi de chalets pour accueillir les randonneurs.

## Galerie

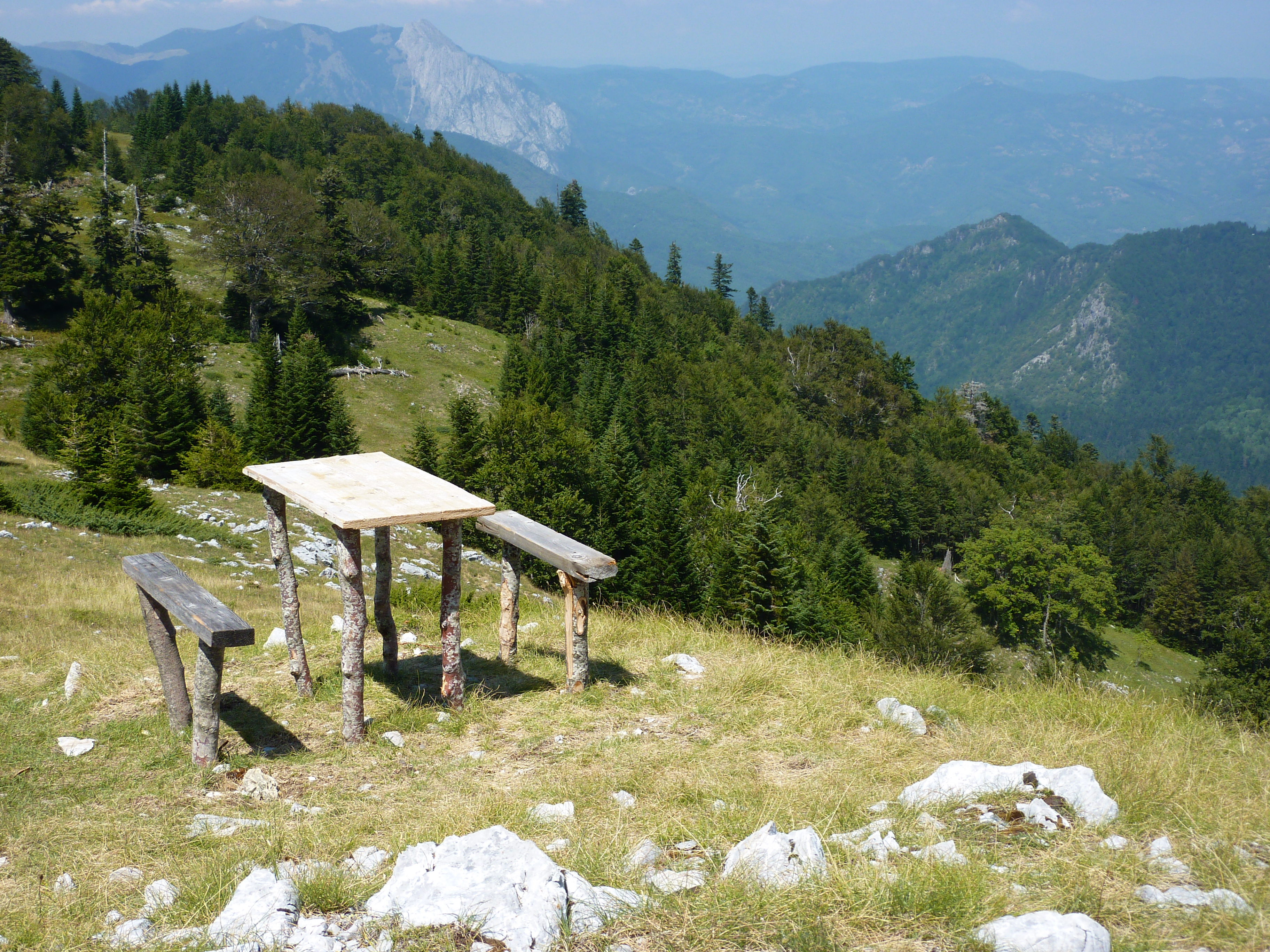
Galerie
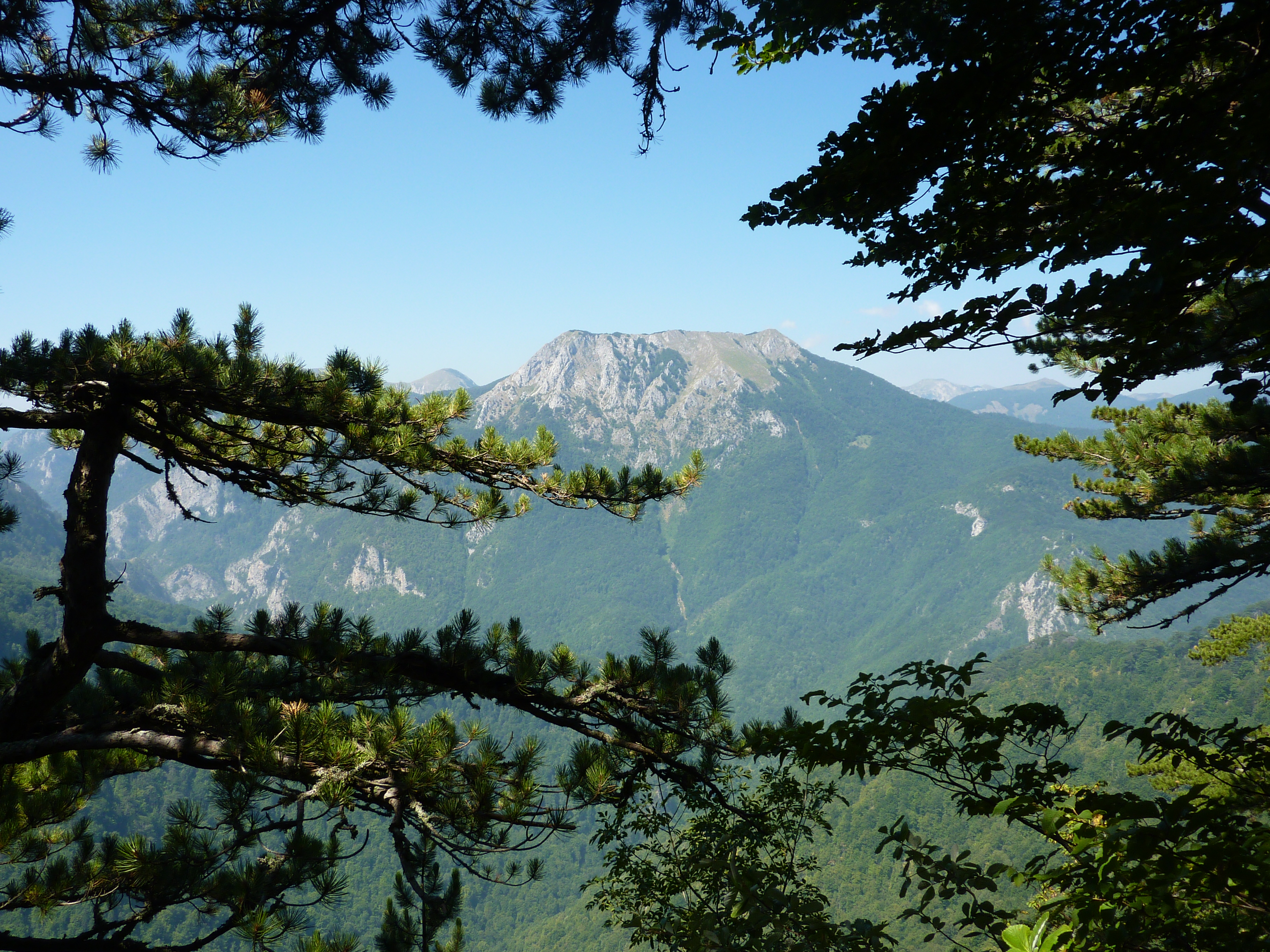
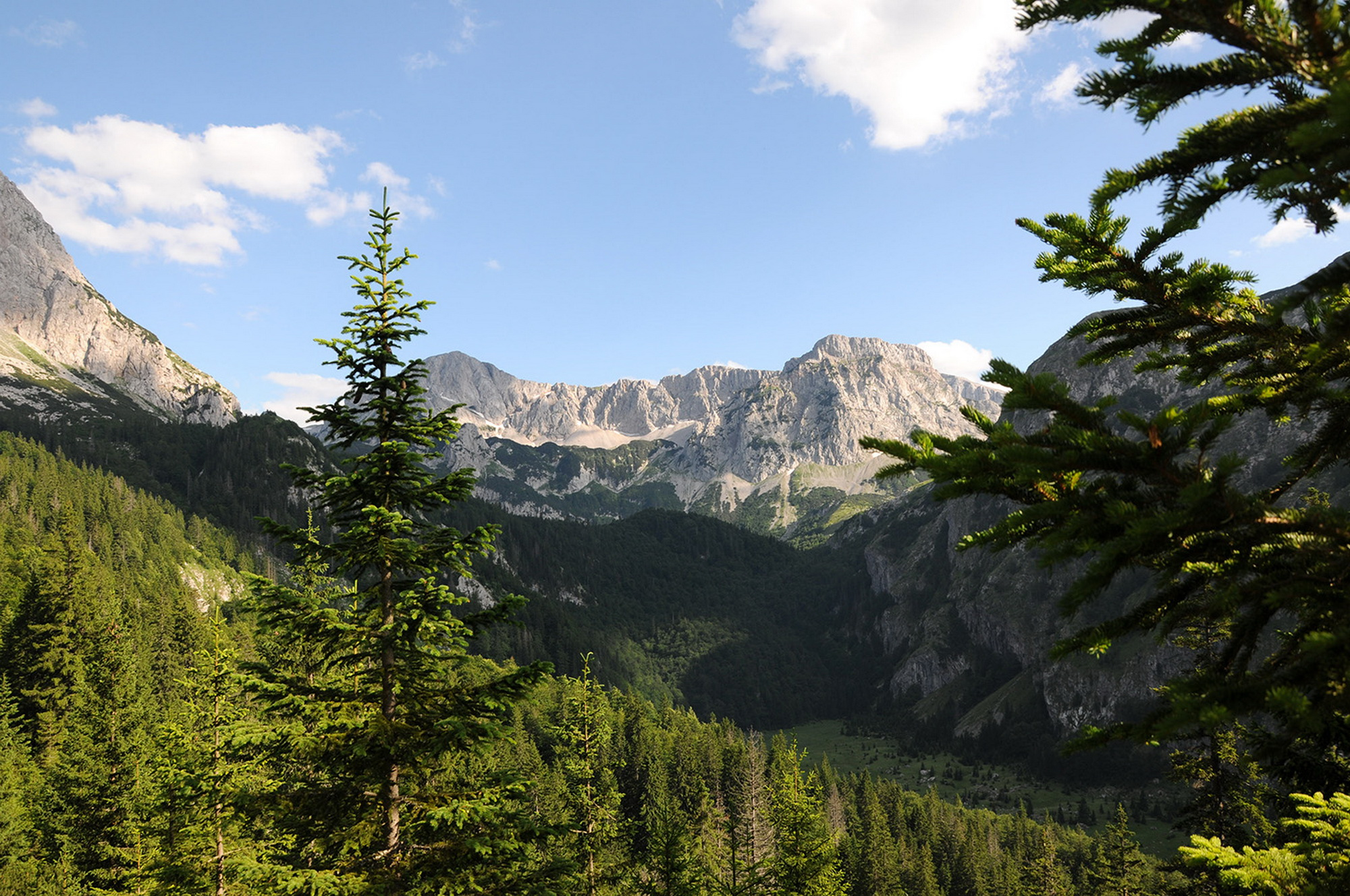
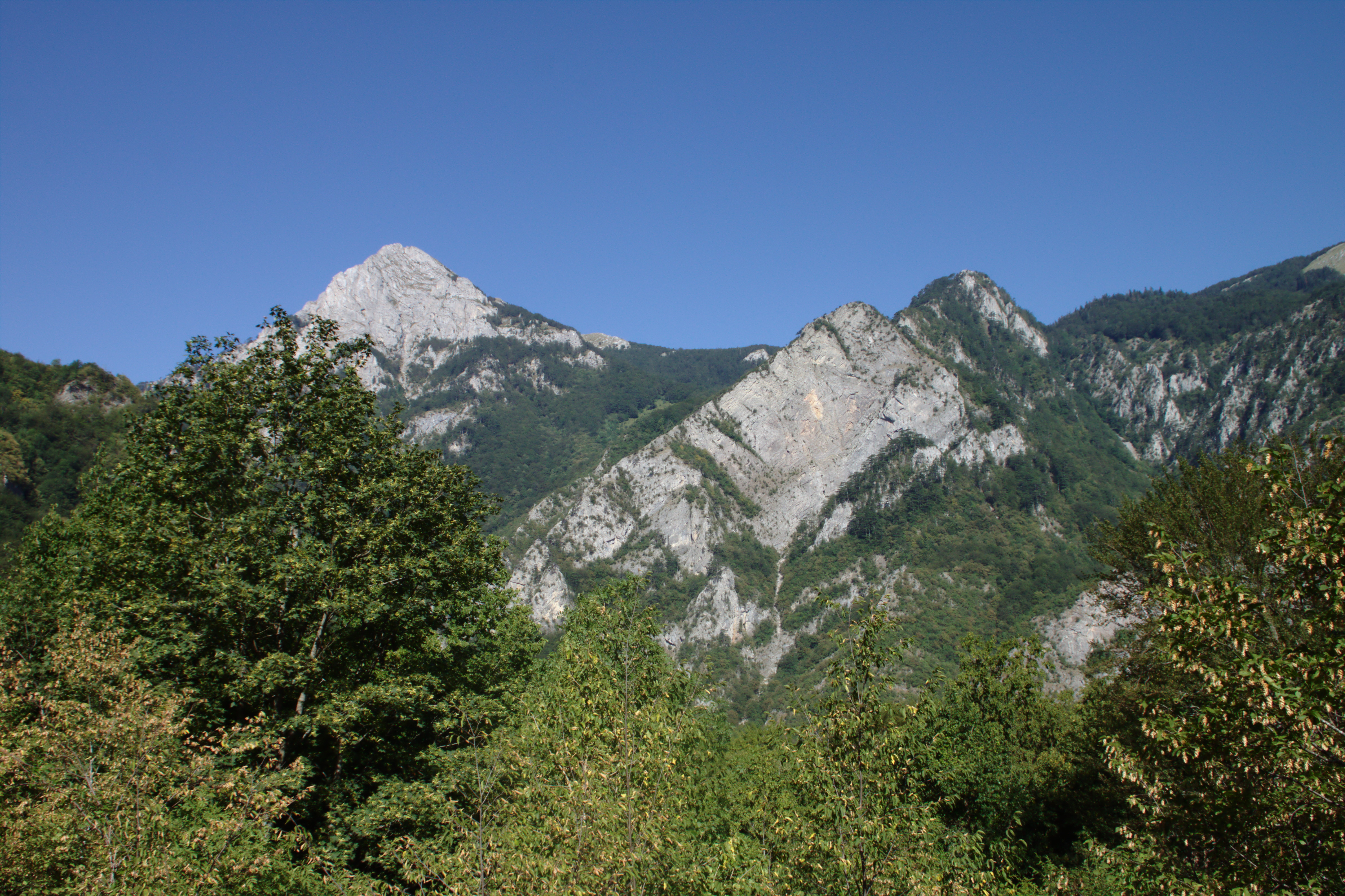
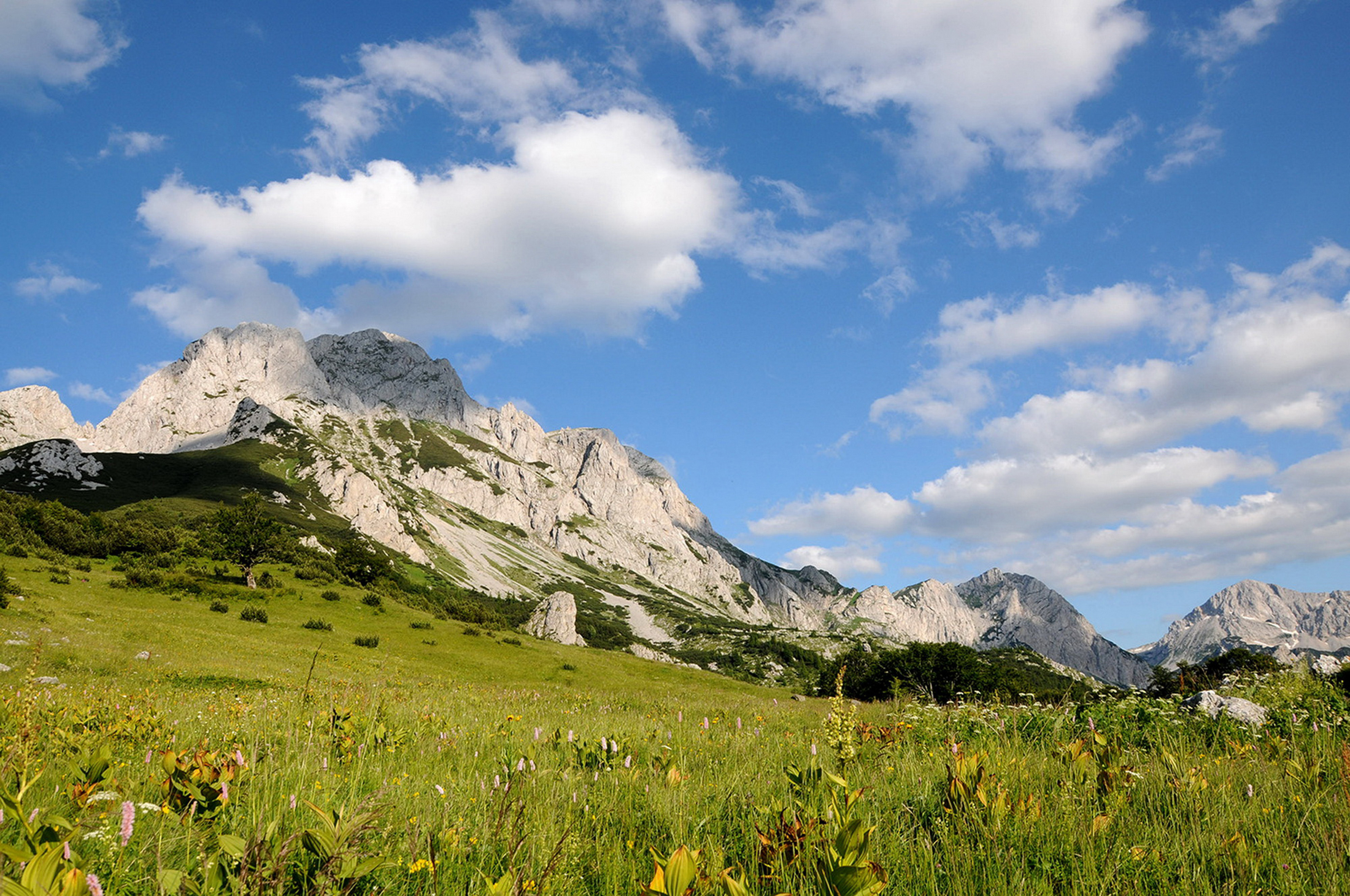
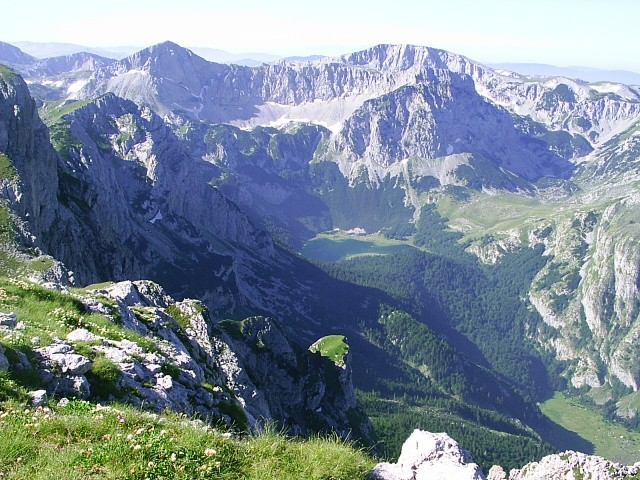